# Moskovskaja elegija
Moskovskaja elegija (russisk: Московская элегия) er en sovjetisk dokumentarfilm fra 1988 af Aleksandr Sokurov.